# Лужниковское сельское поселение
Лужнико́вское се́льское поселе́ние — упразднённое муниципальное образование в составе Вышневолоцкого района Тверской области.
На территории поселения находились 34 населённых пункта. Центр поселения — деревня Лужниково.
Образовано в 2005 году, включило в себя территории Борковского, Жилотковского и Лужниковского сельских округов.

## Географические данные
- Общая площадь: 768,2 км²
- Нахождение: западная часть Вышневолоцкого района .
  - Граничит:
    - на севере — с Борисовским СП и Коломенским СП,
    - на северо-востоке — с городским поселением — пгт Красномайский,
    - на востоке — с Зеленогорским СП,
    - на юге — с Есеновичским СП,
    - на западе — с Фировским районом, Великооктябрьское СП и Рождественское СП,
    - на северо-западе — с Бологовским районом, Куженкинское СП

Северо-восточная граница по Вышневолоцкому водохранилищу.
Основные реки — Цна, Лонница с притоком Речица, Белая с притоком Мошня, Барановка с притоком Петриловка, Черемница.

## Население
По переписи 2002 года — 1287 человек (580 в Борковском, 183 в Жилотковском и 524 в Лужниковском сельском округе).

Население по переписи 2010 года — 998 человек.

## Населенные пункты
На территории поселения находятся следующие населённые пункты:
| №  | Тип нп | Название               | Население (2008 год) |
| -- | ------ | ---------------------- | -------------------- |
| 1  | пос.   | Горелышево             | 2                    |
| 2  | пос.   | Гуровичи               | 10                   |
| 3  | пос.   | Железняк               | 29                   |
| 4  | пос.   | Зелёный                | 2                    |
| 5  | пос.   | Красная Заря           | 408                  |
| 6  | пос.   | Кунинский              | 0                    |
| 7  | пос.   | Рученая                | 11                   |
| 8  | дер.   | Богайкино              | 1                    |
| 9  | дер.   | Борки                  | 110                  |
| 10 | дер.   | Великий Двор           | 7                    |
| 11 | дер.   | Ветча                  | 0                    |
| 12 | дер.   | Власовка               | 0                    |
| 13 | дер.   | Голубница              | 0                    |
| 14 | дер.   | Емельянова Горка       | 22                   |
| 15 | дер.   | Жилотково              | 57                   |
| 16 | дер.   | Кресилово              | 0                    |
| 17 | дер.   | Кривцово               | 0                    |
| 18 | дер.   | Колотово               | 19                   |
| 19 | дер.   | Лебединец              | 0                    |
| 20 | дер.   | Лужниково              | 362                  |
| 21 | дер.   | Малая Емельянова Горка | 0                    |
| 22 | дер.   | Межуиха                | 0                    |
| 23 | дер.   | Никифорково            | 21                   |
| 24 | дер.   | Новины                 | 3                    |
| 25 | дер.   | Осовец                 | 0                    |
| 26 | дер.   | Первитино              | 9                    |
| 27 | дер.   | Перерва                | 6                    |
| 28 | дер.   | Петрилово              | 6                    |
| 29 | дер.   | Подберезье             | 0                    |
| 30 | дер.   | Ситниково              | 35                   |
| 31 | дер.   | Смотрово               | 9                    |
| 32 | дер.   | Сушино                 | 2                    |
| 33 | дер.   | Хорево                 | 4                    |
| 34 | дер.   | Язвиха                 | 13                   |

### Бывшие населенные пункты
На территории поселения исчезли населенные пункты: Барсуки, Градолюбля, Елохово, Каменка, Красени, Красный Пахарь, Петров Ключ, Черемлево, Щербинкино и другие.

Деревня Медвежий Бор присоединена к деревне Борки.

Село Яконово присоединено к посёлку Красная Заря.

## История
В середине XIX-начале XX века деревни поселения относились к Доркской, Кузнецовской, Заборовской и Старопосонской волостям Вышневолоцкого уезда Тверской губернии.

В 40-50-е годы XX века на территории поселения существовали Никифорковский, Жилотковский, Яконовский сельсоветы Вышневолоцкого района и Лужниковский, Смотровский и Первитинский сельсоветы Есеновичского района Калининской области.

## Известные люди
В деревне Перерва родился Герой Советского Союза Александр Павлович Дудкин.